# Polen-Rundfahrt 1982
Das Straßenradrennen Polen-Rundfahrt 1982 führte vom 20. bis 26. September über acht Etappen. Es war die 39. Austragung des Etappenrennens Polen-Rundfahrt. Gesamtsieger wurde Andrzej Mierzejewski.

## Teilnehmer
Am Start standen 94 Radrennfahrer in Nationalteams aus sieben Ländern (DDR, Polen, Kuba, Bundesrepublik Deutschland, Tschechoslowakei, Niederlande und Finnland) mit je sechs Fahrern, sowie einige Vereinsmannschaften aus dem Gastgeberland und die Auswahlmannschaft Polens im Bahnradsport.

## Rennen
Veranstalter war der polnische Radsportverband. Die Gesamtdistanz betrug 892 Kilometer, wobei es keinen Ruhetag gab. Neben der Einzelwertung gab es eine Mannschaftswertung, eine Sprintwertung und eine Punktewertung.

## Etappen
Die Rundfahrt führte über insgesamt acht Etappen mit einem Einzelzeitfahren und einem Prolog zur Eröffnung. 
Prolog (0,9 Kilometer): Sieger Marek Kulesza, Polen
1. Etappe Warschau–Białystok 173 km: Sieger Marek Kulesza, Polen
2. Etappe Białystok–Giżycko 156 km: Sieger: Joachim Schlaphoff, Bundesrepublik Deutschland
3. Etappe Węgorzewo–Giżycko 25 km (Einzelzeitfahren): Sieger Andrzej Mierzejewski, Polen
4. Etappe Giżycko–Olsztyn 102 km: Sieger Stefan Piasecki, Polen
5. Etappe Olsztyn–Malbork 166 km: Sieger Mathias Kittel, DDR 
6. Etappe Cedry Małe–Władysławowo 139 km: Sieger Artur Spławski
7. Etappe Stara Jastrzębia Góra–Jastrzębia Góra 20 km (Einzelzeitfahren): Sieger Jan Schur, DDR
8. Etappe Jastrzębia Góra–Słupsk 110 km: Sieger Matthias Kittel, DDR

## Ergebnisse
Gesamtwertung
| Platz | Name                 | Mannschaft       | Zeit       |
| ----- | -------------------- | ---------------- | ---------- |
| 1.    | Andrzej Mierzejewski | Polen            | 20:54:50 h |
| 2.    | Jan Schur            | DDR              | + 0:15 min |
| 3.    | Stanislaw Masiar     | Tschechoslowakei | + 0:35 min |
| 4.    | Roman Jaskula        | Polen            | + 0:39 min |
| 5.    | Adam Zagajewski      | Polen            | + 0:44 min |
| 6.    | Mathias Vierke       | DDR              | + 0:46 min |

Fons Schootman wurde als 22. bester Niederländer, Antonio Pérez als 26. bester Kubaner, Stefan Wackström als 56. bester Finne.
Die Mannschaftswertung gewann das Team aus Polen vor der DDR. Sieger der Punktwertung wurde Matthias Kittel vor Jan Schur. Sieger der Sprintwertung wurde Marek Kulesza.